# 忠穆王
忠穆王可指： 
- 常山忠穆王王景崇
- 馮翊忠穆王嚴震
- 高丽忠穆王王昕
- 越南後黎朝忠穆王丁列